# Stadio Giacomo Carlini - Marco Bollesan
Lo stadio Giacomo Carlini ‒ Marco Bollesan è un impianto sportivo multifunzione italiano di Genova.
Aperto al pubblico nel 1927, fu intitolato a lungo solamente all'atleta genovese Giacomo Carlini, cui nel 2021 fu aggiunto anche il nome del rugbista Marco Bollesan.

## Storia
La costruzione dello stadio iniziò nel 1912 e nel corso degli anni ricevette finanziamenti dalla società petrolifera Nafta (l'allora filiale italiana della Shell); l'apertura ufficiale avvenne il 26 novembre 1927 con una rassegna internazionale di gare di atletica leggera e sport motoristici. Fin dall'inaugurazione fu noto con il nome di Stadio della Nafta.
Il 25 marzo 1935 l'impianto ospitò un incontro della nazionale di rugby a 15 dell'Italia, contro la selezione della Catalogna, terminato con la vittoria degli Azzurri con il punteggio di 5 a 3; un altro incontro della nazionale di rugby fu ospitato il 7 maggio 1967, contro il Portogallo, e vinto per 6-3.
Nel dopoguerra divenne l'impianto d'allenamento della neonata formazione calcistica della Sampdoria.
Dal 1982 al 1988 è stato completamente ristrutturato, ad opera di Aldo Rizzo.
Oggi ospita numerose partite di rugby, motivate dal fatto che il CUS Genova Rugby è la società che gestisce l'impianto.
Lo stadio viene utilizzato anche da diverse squadre di calcio genovesi per gli allenamenti e le gare ufficiali.
In preparazione al mondiale di calcio 1990 in Italia la nazionale dell'Unione Sovietica vi disputò un'amichevole contro il Genoa.
Infine lo stadio ospita gare di ciclismo su pista, essendo provvisto dell'unico velodromo della Liguria.
Durante il G8 del 2001 lo stadio fu utilizzato dai manifestanti no-global come loro principale base.
Lo stadio è stato ristrutturato nel 2012. Le modifiche apportate hanno comportato l'eliminazione della pista da corsa in favore di un campo da rugby in materiale sintetico dalle misure regolamentari e la completa ristrutturazione della pista di ciclismo.
La rinnovata struttura è stata inaugurata il 21 aprile 2012.
Dal 2014 lo stadio è gestito dal CUS Genova, che lo utilizza per gli incontri casalinghi della propria squadra di rugby.
Attualmente è anche sede degli allenamenti della principale società dilettantistica di baseball della città, i Genova Rookies.
Vi trovano anche posto le sale da scherma di due plurimedagliate e plurititolate società genovesi: la Cesare Pompilio ed il Circolo della Spada Liguria, e il Poligono indoor Interforze Genova, sito su due piani al di sotto delle gradinate, con 4 tunnel, per un totale di 9 postazioni a fuoco e 9 per aria compressa.
Il 13 aprile 2021 furono presentate al comune di Genova due mozioni bipartisan che chiedevano la co-intitolazione dello stadio a Marco Bollesan, rugbista del CUS Genova capitano e quindi commissario tecnico della Nazionale, morto il giorno prima a 79 anni; a seguito dell'accorpamento delle due mozioni e della loro approvazione all'unanimità nella seduta del 4 maggio successivo lo stadio ha assunto il nome di Giacomo Carlini ‒ Marco Bollesan.
Il 10 settembre 2021, la giunta comunale genovese ha approvato una delibera secondo la quale l'area sotto l’impianto verrà utilizzata come rimessa dei mezzi AMT. Il campo di gioco sarà ricostruito sopra tre piani sotterranei, i quali ospiteranno i mezzi e le officine; è inoltre previsto un piano con spazi dedicati alle attività sportive, come la scherma e il tiro al bersaglio.
Il campo dovrebbe mantenere l’orientamento odierno e sarebbe dotato di una tribuna con tremila posti. Sarà soppressa la pista di atletica e probabilmente anche lo storico velodromo.

## Caratteristiche
Lo stadio ha una pianta rettangolare 140x60 metri, ha una capienza di 5.700 posti, l'accesso per i portatori di handicap e conserva ancora la sala stampa da circa 50 posti, utilizzata quando vi venivano giocate importanti partite di calcio.